# Hemigenia
Hemigenia  é um gênero botânico da família Lamiaceae

## Espécies
Composto por 51 espécies:
Hemigenia argentea Hemigenia barbata Hemigenia biddulphiana
Hemigenia brachyphylla Hemigenia canescens Hemigenia clotteniana
Hemigenia coccinea Hemigenia conferta Hemigenia cuneifolia
Hemigenia curvifolia Hemigenia dielsii Hemigenia diplanthera
Hemigenia divaricata Hemigenia drummondii Hemigenia eutaxioides
Hemigenia exilis Hemigenia glabrescens Hemigenia humilis
Hemigenia incana Hemigenia lanata Hemigenia leiantha
Hemigenia loganiacea Hemigenia longifolia Hemigenia macphersoni
Hemigenia macphersonii Hemigenia macrantha Hemigenia microphylla
Hemigenia mollis Hemigenia obovata Hemigenia obtusa
Hemigenia parviflora Hemigenia pedunculata Hemigenia pimelifolia
Hemigenia platyphylla Hemigenia podalyrina Hemigenia polystachya
Hemigenia pritzelii Hemigenia pritzellii Hemigenia pungens
Hemigenia purpurea Hemigenia ramosissima Hemigenia rigida
Hemigenia saligna Hemigenia scabra Hemigenia sericea
Hemigenia sieberi Hemigenia subvillosa Hemigenia teretiuscula
Hemigenia tysoni Hemigenia tysonii Hemigenia viscida
Hemigenia westringioides

## Nome e referências
Hemigenia R. Brown, 1810